# Hélio José de Souza Gonçalves
Hélio José de Souza Gonçalves (tiếng Trung: 艾里奥; sinh ngày 31 tháng 1 năm 1986 tại Ribeirão Preto, Sao Paulo, Brasil), hay còn gọi là Hélio, là một cầu thủ bóng đá chuyên nghiệp của Brasil. Hélio thi đấu ở vị trí trung vệ cho Kitchee.

## Bàn thắng quốc tế
| #  | Ngày                | Địa điểm                                      | Đối thủ | Bàn thắng | Kết quả | Giải đấu |
| -- | ------------------- | --------------------------------------------- | ------- | --------- | ------- | -------- |
| 1. | 11 tháng 9 năm 2023 | Sân vận động Hồng Kông, Tảo Can Bộ, Hồng Kông | Brunei  | 3–0       | 10–0    | Giao hữu |